# Alberto Antônio de Paula
Alberto Antônio de Paula (Guarulhos, 31 de maio de 1987), mais conhecido como Beto, é um ex-futebolista brasileiro que atuava como atacante. Sua última participação em clube profissional, foi pelo clube Vitória-ES.

## Vida e carreira
Alberto nasceu em Guarulhos, São Paulo, Brasil, em 31 de maio de 1987. Beto foi eleito o melhor jovem jogador do ano pela Associação Paulista de Futebol em 2005.
Em 2006, o jogador foi emprestado ao Ituano para ganhar mais experiência, depois de ser artilheiro de vários competições pelo Palmeiras B e pelo time de juniores. No ano de 2007 Beto foi integrado ao plantel principal do Palmeiras.[carece de fontes?]
Em 17 de dezembro de 2009, transferiu-se para Nanchang Bayi. Beto fez sua estreia na Super League da China em 27 de março de 2010, em uma derrota fora de casa por 0-2 para o Beijing Guoan. Ele marcou seu gol pelo Nanchang em sua quarta partida, na vitória em casa por 3 a 2 sobre o Hangzhou Greentown em 17 de abril.
Em 23 de março de 2011, Beto assinou um contrato de três meses com o Shenzhen Phoenix, clube da China League One.
Beto foi o autor do primeiro gol do ABC na Arena das Dunas, Beto recebeu um bom passe e fez por cobertura. O jogo terminou 2 a 0 para o ABC contra o Alecrim.

## Carreira internacional
Beto foi internacionalizado nas categorias Sub-18 e Sub-20 pelo Brasil.

## Títulos
Os títulos do futebolista são:[carece de fontes?]
Seleção Brasileira
- Copa Sendai: 2005

Wisła Kraków
- Campeonato Polonês: 2008–09

## Vice-artilharias
Sua participação como vice-artilharia são:[carece de fontes?]
Seleção Brasileira
- Copa Sendai: 2005 (2 gols)